# Gilmore City (Iowa)
Gilmore City – miasto w Stanach Zjednoczonych, w stanie Iowa, w hrabstwach Humboldt i Pocahontas. Zgodnie ze spisem statystycznym z 2000 roku, miasto liczyło 556 mieszkańców.